# Páros műkorcsolya az 1920. évi nyári olimpiai játékokon
Az 1920. évi nyári olimpiai játékokon a műkorcsolya páros versenyszámát április 26-án rendezték. Az aranyérmet a finn Ludovika Jakobsson–Walter Jakobsson-páros nyerte. A versenyszámban nem vett részt magyar páros.

## Végeredmény
Hét bíró pontozta a versenyzőket. A pontok alapján a bírók mindegyikénél külön-külön kialakult egy sorrend, ez egy helyezési pontszámot is jelentett. A végeredmény a következő kritériumok alapján alakult ki:
1. „Többségi helyezések száma”. Az a versenyző végzett előrébb, akit a bírók többsége előrébb rangsorolt. A bírók többsége azt jelentette, hogy a legjobb 4 helyezést adó bíró helyezési pontszámait vették figyelembe, de ha a 4. bíró helyezésével még volt azonos helyezés, akkor az(oka)t is figyelembe vették. Ezt az adatot tartalmazza az oszlop. (Pl. a „6×3+” azt jelenti, hogy a versenyző 6 bírónál az első 3 hely valamelyikén végzett.)
2. „Helyezések összege” (az összes bíró helyezési pontszámainak összege)
3. Kötelező elemek pontszáma

| Helyezés | Versenyzők                                                       | Helyezési pontszámok bírónként | Helyezési pontszámok bírónként | Helyezési pontszámok bírónként | Helyezési pontszámok bírónként | Helyezési pontszámok bírónként | Helyezési pontszámok bírónként | Helyezési pontszámok bírónként | Több. hely. száma | Hely. össz. | Pont  |
| Helyezés | Versenyzők                                                       | 1                              | 2                              | 3                              | 4                              | 5                              | 6                              | 7                              | Több. hely. száma | Hely. össz. | Pont  |
| -------- | ---------------------------------------------------------------- | ------------------------------ | ------------------------------ | ------------------------------ | ------------------------------ | ------------------------------ | ------------------------------ | ------------------------------ | ----------------- | ----------- | ----- |
| Arany    | Finnország (FIN) · Ludovika Jakobsson · Walter Jakobsson         | 1,0                            | 1,0                            | 1,0                            | 1,0                            | 1,0                            | 1,0                            | 1,0                            | 7×1+              | 7,0         | 80,75 |
| Ezüst    | Norvégia (NOR) · Alexia Bryn-Schøien · Yngvar Bryn               | 2,0                            | 2,0                            | 3,5                            | 2,0                            | 2,0                            | 2,0                            | 2,0                            | 6×2+              | 15,5        | 72,75 |
| Bronz    | Nagy-Britannia (GBR)-1 · Phyllis Johnson · Basil Williams        | 3,0                            | 3,0                            | 6,0                            | 3,0                            | 3,0                            | 3,0                            | 4,0                            | 5×3+              | 25,0        | 66,25 |
| 4.       | Egyesült Államok (USA) · Theresa Weld · Nathaniel Niles          | 4,0                            | 6,0                            | 3,5                            | 4,0                            | 4,0                            | 4,0                            | 3,0                            | 6×4+              | 28,5        | 62,50 |
| 5.       | Nagy-Britannia (GBR)-2 · Ethel Muckelt · Sydney Wallwork         | 6,0                            | 4,0                            | 2,0                            | 5,0                            | 5,0                            | 6,0                            | 6,0                            | 4×5+              | 34,0        | 61,25 |
| 6.       | Belgium (BEL) · Georgette Herbos · Georges Wagemans              | 5,0                            | 8,0                            | 5,0                            | 7,0                            | 6,5                            | 5,0                            | 5,0                            | 4×5+              | 41,5        | 56,00 |
| 7.       | Franciaország (FRA) · Simone Sabouret · Charles Sabouret         | 7,0                            | 5,0                            | 7,0                            | 6,0                            | 6,5                            | 7,0                            | 7,0                            | 7×7+              | 45,5        | 56,25 |
| 8.       | Nagy-Britannia (GBR)-3 · Madeleine Beaumont · MacDonald Beaumont | 8,0                            | 7,0                            | 8,0                            | 8,0                            | 8,0                            | 8,0                            | 8,0                            | 7×8+              | 55,0        | 48,25 |